# Liste der Naturschutzgebiete im Landkreis Helmstedt
Im Landkreis Helmstedt gibt es 14 Naturschutzgebiete (Stand Januar 2021).
| Name des Gebietes                              | Bild           | Kennung | WDPA      | Landkreis / Stadt                      | Beschreibung / Bemerkungen | Standort | Fläche in Hektar | Jahr der Verordnung |
| ---------------------------------------------- | -------------- | ------- | --------- | -------------------------------------- | -------------------------- | -------- | ---------------- | ------------------- |
| Beienroder Holz                                | weitere Bilder | BR 165  | 555518970 | Landkreis Helmstedt                    |                            | Position | 547              | 2020                |
| Hahntal und Höckels                            | weitere Bilder | BR 020  | 81799     | Landkreis Helmstedt                    |                            | Position | 13,40            | 2014                |
| Heeseberg                                      | weitere Bilder | BR 008  | 81843     | Landkreis Helmstedt                    |                            | Position | 50,95            | 2014                |
| Kalksteinbruch am Lohlberg                     | weitere Bilder | BR 076  | 163995    | Landkreis Helmstedt                    |                            | Position | 3,95             | 1986                |
| Laubwälder zwischen Braunschweig und Wolfsburg |                | BR 176  |           | Landkreis Helmstedt, Landkreis Gifhorn |                            | Position | 1022             | 2021                |
| Lappwald                                       | weitere Bilder | BR 106  | 164379    | Landkreis Helmstedt                    |                            | Position | 501,14           | 1993                |
| Lutterlandbruch                                |                | BR 101  | 164530    | Landkreis Helmstedt                    |                            | Position | 86,34            | 1990                |
| Politz und Hegholz                             |                | BR 163  |           | Landkreis Gifhorn, Landkreis Helmstedt |                            | Position | 484,4            | 2020                |
| Rieseberg                                      | weitere Bilder | BR 057  | 82417     | Landkreis Helmstedt                    |                            | Position | 177,24           | 1983                |
| Rieseberger Moor                               | weitere Bilder | BR 005  | 82418     | Landkreis Helmstedt                    |                            | Position | 151,81           | 1998                |
| Salzwiese Seckertrift                          | weitere Bilder | BR 011  | 82478     | Landkreis Helmstedt                    |                            | Position | 16,83            | 2014                |
| Sandberg bei Hoiersdorf                        | weitere Bilder | BR 040  | 165300    | Landkreis Helmstedt                    |                            | Position | 2,98             | 1981                |
| Soltauquelle                                   |                | BR 173  |           | Landkreis Helmstedt                    |                            | Position | 1,33             | 2020                |
| Südlicher Drömling                             |                | BR 158  |           | Landkreis Helmstedt                    |                            | Position | 602              | 1979                |